# Vabalninkas
Vabalninkas anhörenⓘ ist eine litauische Stadt im Rajon Biržai. Sie liegt 26 Kilometer südlich von Biržai. Urkundlich erwähnt wurde sie zum ersten Mal im Jahr 1555, aber erst 1775 bekam sie die Stadtrechte.
Die katholische Kirche Mariä Himmelfahrt wurde von 1814 bis 1817 erbaut, der separate Glockenturm von 1803 bis 1805.
Zwei Synagogen aus dem späten 19. Jahrhundert haben den Zweiten Weltkrieg überstanden. Sie werden heute kommerziell genutzt.

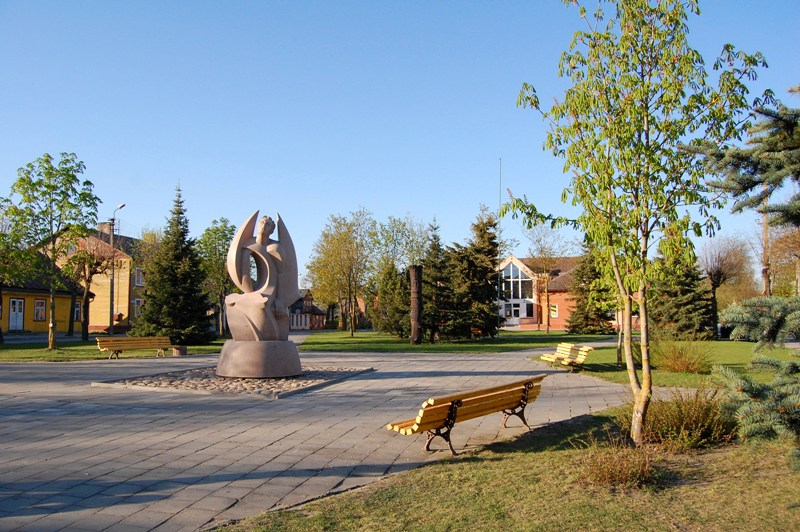
Stadtzentrum
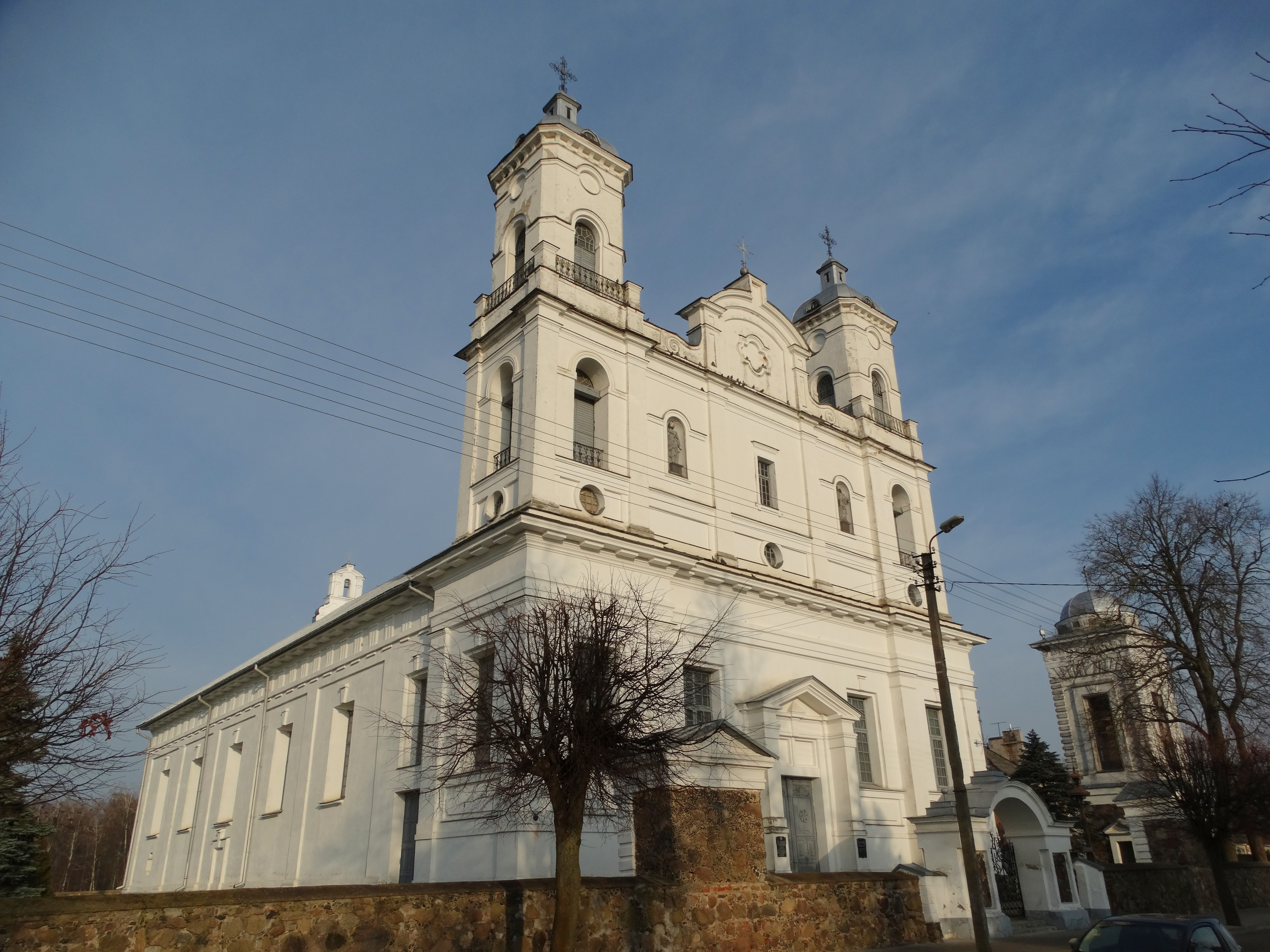
Katholische Kirche Mariä Himmelfahrt in Vabalninkas
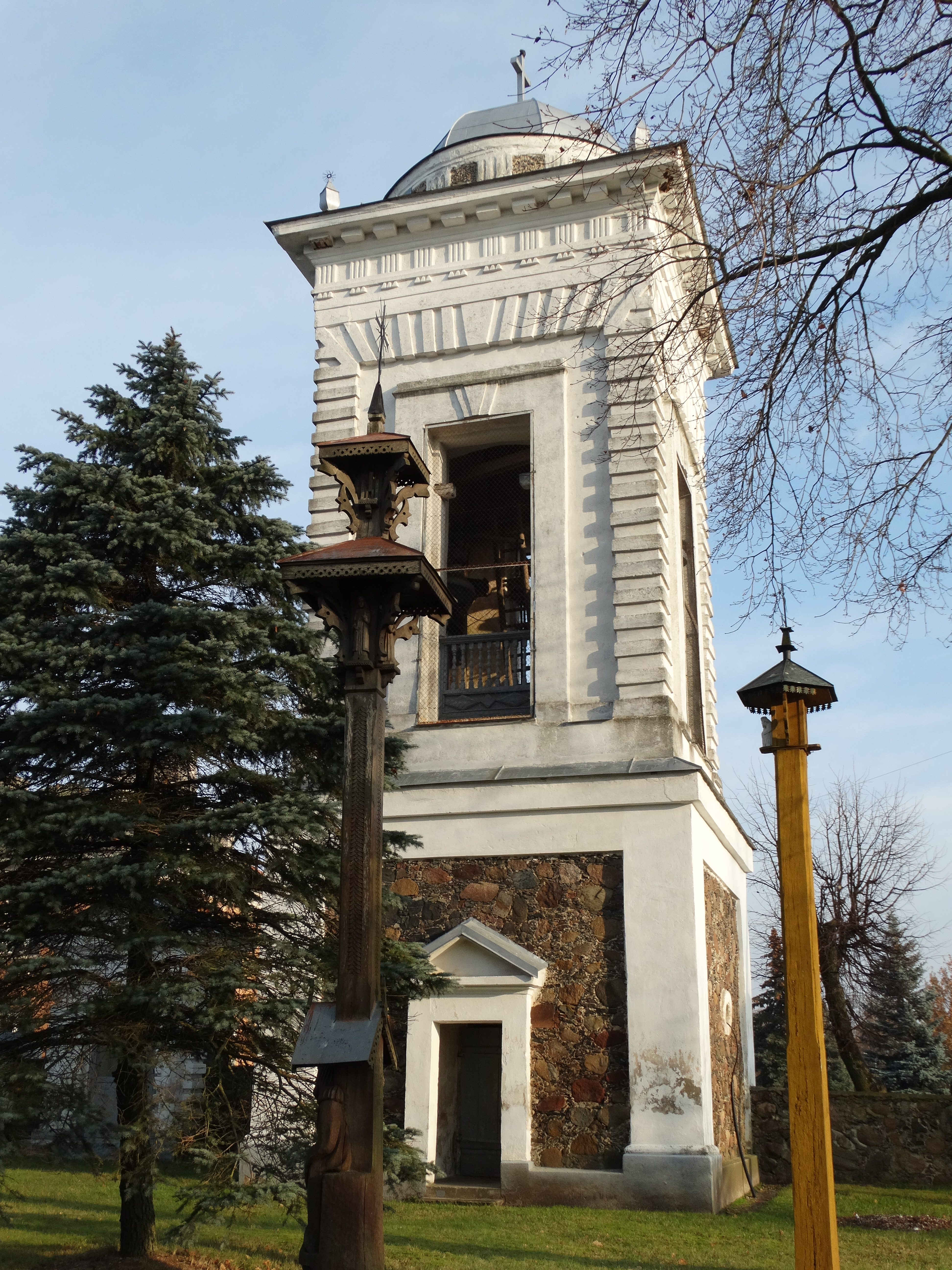
Glockenturm der Kirche
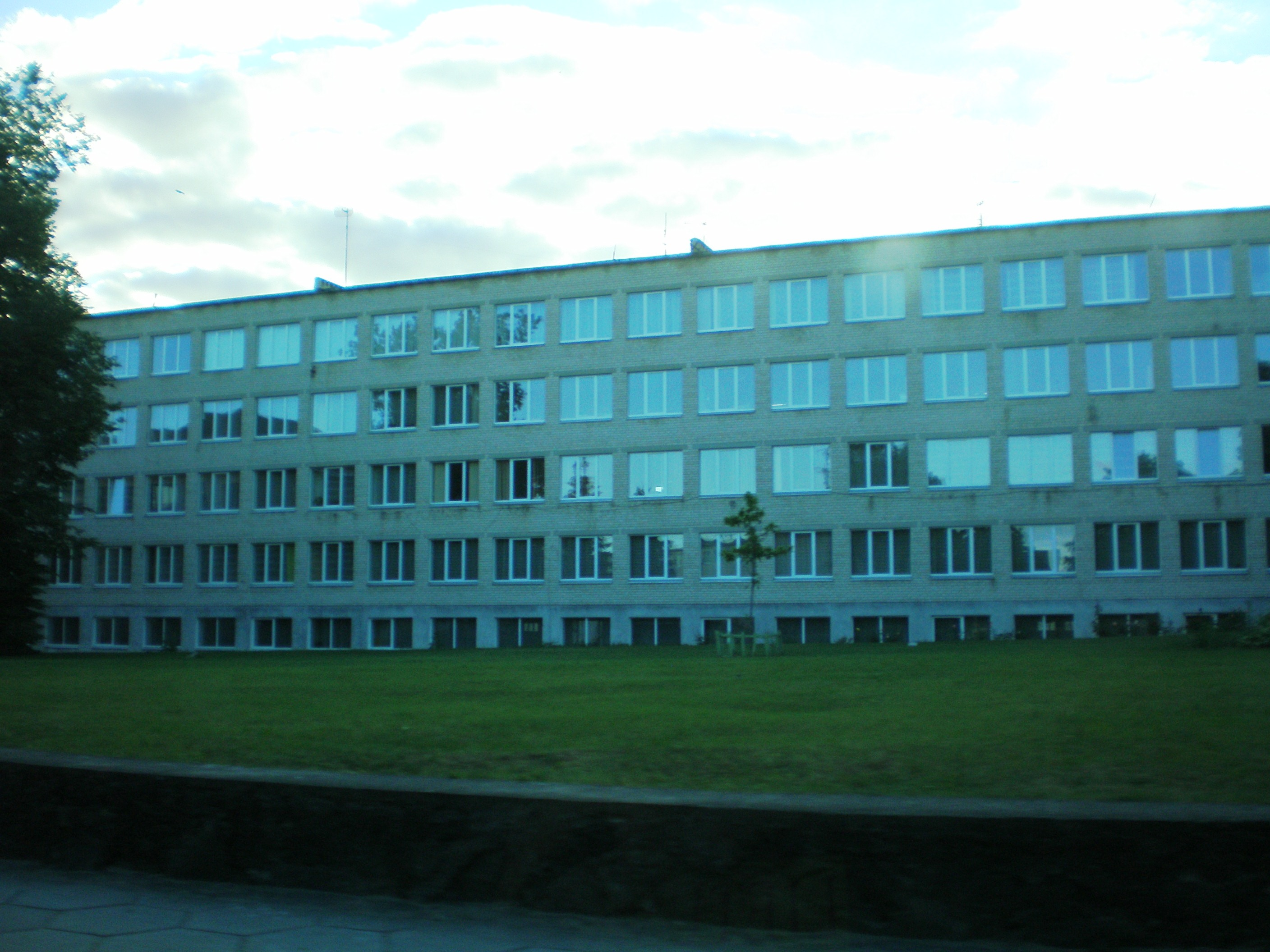
Die Schule von Vabalninkas

## Persönlichkeiten
- Dov Ber Abramovitz (1860–1926), orthodoxer Rabbiner und Mitbegründer der Misrachi-Bewegung
- Elasar Menachem Schach (1898–2001), ultraorthodoxer Rabbiner
- Algis Dobravolskas (* 1951), Wirtschaftswissenschaftler und Politiker